# La Unión (distrito de Tarma)
La Unión é um distrito do peru, departamento de Junín, localizada na província de Tarma.

## Transporte
O distrito de La Unión é servido pela seguinte rodovia:
- PE-3N, que liga o distrito de La Oroya (Região de Junín) à Puerto Vado Grande (Fronteira Equador-Peru) no distrito de Ayabaca (Região de Piura) [1][2][3]